# Klon zwyczajny
Klon zwyczajny, klon pospolity (Acer platanoides L.) – gatunek rośliny z rodziny mydleńcowatych (Sapindaceae Juss.). Występuje naturalnie w Europie Środkowej i Wschodniej, na Bałkanach oraz Kaukazie. W Polsce jest najpospolitszy z krajowych gatunków swego rodzaju. Jest drzewem zrzucającym liście na zimę. Jest powszechnie sadzony jako drzewo ozdobne w parkach i ogrodach ze względu na jego pokrój oraz wysoką tolerancję na ubogie podłoże i zanieczyszczenia środowiska. Ponadto w uprawie znajdują się jego liczne kultywary. Drewno klonu zwyczajnego jest stosowane między innymi do produkcji mebli oraz w tokarstwie.
W Ameryce Północnej jest gatunkiem inwazyjnym. Odradza się tam sadzenia tego gatunku, a w niektórych stanach jego uprawa jest prawnie zakazana.

## Rozmieszczenie geograficzne

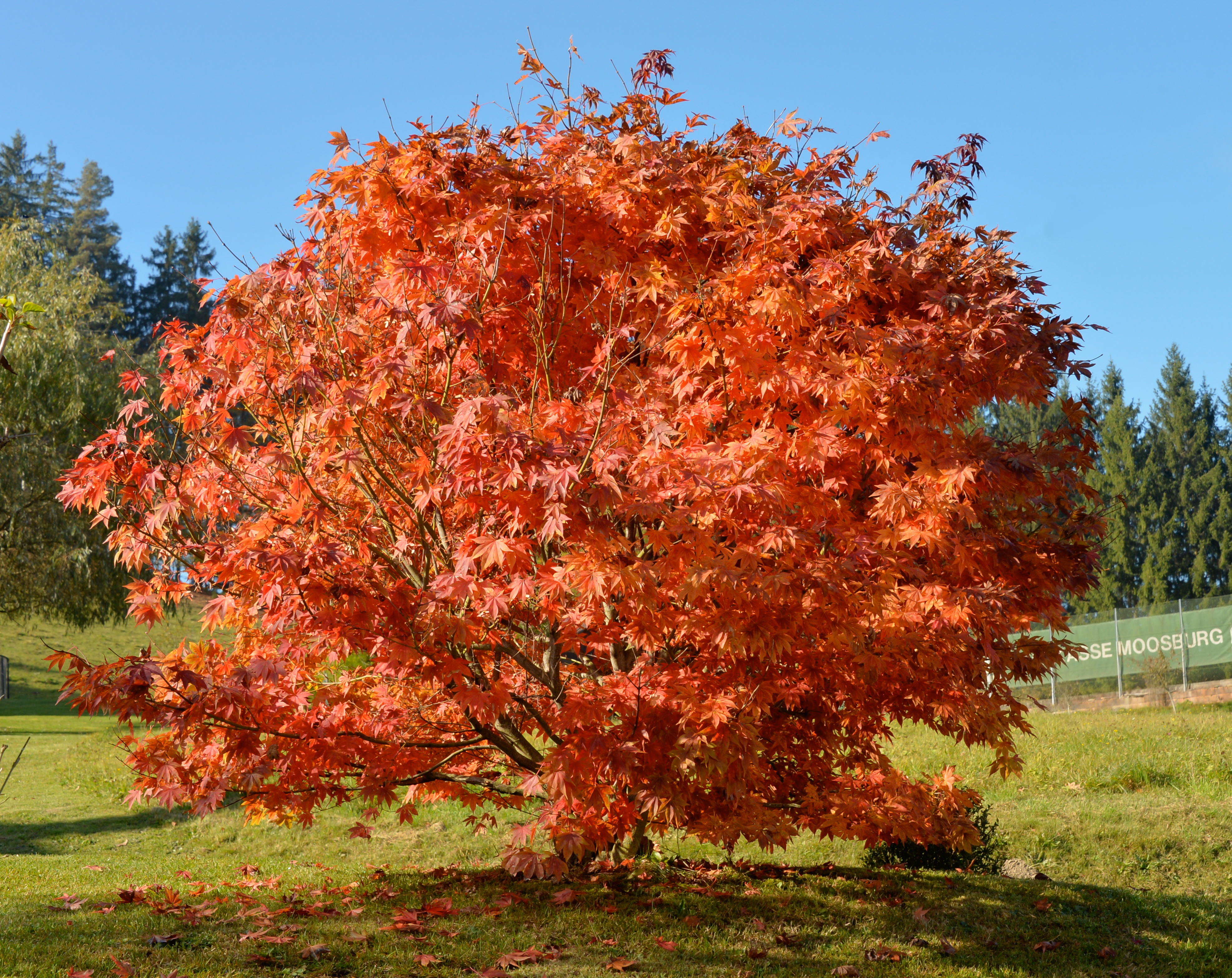
Klon zwyczajny jesienią (Karyntia, Austria)

Rośnie naturalnie w Europie Środkowej i Wschodniej, na Bałkanach oraz Kaukazie – jego zasięg występowania rozciąga się od Pirenejów na zachodzie po Kaukaz i europejską część Rosji na wschodzie oraz od południowej części Półwyspu Fennoskandzkiego na północy po Włochy i Grecję na południu. Został zaobserwowany w takich państwach jak Hiszpania, Francja, Włochy, Szwajcaria, Austria, Belgia, Luksemburg, Niemcy, Polska, Dania, Norwegia, Szwecja, Finlandia, Estonia, Łotwa, Litwa, Białoruś, Ukraina, Czechy, Słowacja, Węgry, kraje byłej Jugosławii, Albania, Rumunia, Bułgaria, Grecja, Rosja (jej europejska część, a także Kaukaz Północny i Dagestan), Gruzja, Armenia, Azerbejdżan, Iran, Afganistan, Kirgistan oraz Tadżykistan. Ponadto został rozprzestrzeniony przez człowieka poza naturalne granice swoje zasięgu – w XVII wieku został sprowadzony do Anglii, a stamtąd w XVIII wieku do Ameryki Północnej. Obecnie uważany jest tam za gatunek inwazyjny, a jego uprawa jest prawnie zakazana w stanach New Hampshire i Massachusetts.
W Polsce występuje powszechnie na całym niżu i w niższych położeniach górskich na terenie całego kraju. We Włoszech został zaobserwowany we wszystkich regionach z wyjątkiem Apulii i Sardynii. We Francji został odnotowany we wszystkich departamentach, z wyjątkiem Korsyki Południowej, Górnej Korsyki oraz Lot i Garonny, natomiast według innych źródeł w całej Francji oprócz departamentów Loara Atlantycka, Morbihan i Pireneje Wschodnie, ale jego występowanie ogranicza się głównie do wschodnich regionów kraju. W Szwajcarii występuje powszechnie w górach Jura i na Wyżynie Szwajcarskiej, natomiast rośnie sporadycznie w Alpach.

## Morfologia
PokrójDrzewo zrzucające liście na zimę. Dorasta do około 18–27 (–30) m wysokości i 12 (–20) m szerokości. Najwyższy w Europie klon zwyczajny rośnie w Puszczy Białowieskiej – mierzy ponad 37 metrów. Pokrój jest rozłożysty, o okrągławej lub parasolowatej koronie. Pień jest regularny i dobrze wyrośnięty. Osiąga do 1,5 m średnicy. Kora jest cienka, u młodych roślin jest czerwonawo-brązowa, później ma czarną, a według innych źródeł szarą barwę, początkowo jest gładka, ale z wiekiem staje się pomarszczona i wzdłużnie popękana. Korzenie są często powierzchniowe, system korzeniowy jest duży i wytrzymały.
Pędy i pąkiGałęzie są grube i mają brązową barwę. Młodsze pędy są gładkie. Mają oliwkowozieloną barwę, z białymi plamkami. Pąki rozwijają się na szczytach pędów, są jajowate i okryte gładkimi, czerwonobrązowymi łuskami z zielonymi plamkami u podstawy, drobno orzęsionymi na brzegach. Boczne pąki przylegają do pędów.
LiścieNaprzeciwległe, dłoniasto-klapowane, 5- lub rzadziej 7-klapowane, z ostrymi wierzchołkami. Blaszka liściowa jest ząbkowana na brzegu. Wcięcia między klapami są zaokrąglone. Mają ciemnozielony kolor, od spodu są nieco bledsze i błyszczące. Jesienią przebarwiają się na żółto, czasami na pomarańczowo lub czerwono. Są szersze między bokami niż od nasady do wierzchołka. Mierzą do 15 cm długości i 10–18 cm szerokości. Na spodniej powierzchni występują kępki włosków (domacja). Blaszka liścia osadzona jest na długim i cienkim ogonku liściowym, maczugowato zgrubiałym u nasady. Ogonek ma różowożółtą lub czerwonawą barwę. Po jego przerwaniu wycieka mleczny sok.
KwiatyNiepozorne (do 12 mm średnicy), zebrane do 30 we wzniesionych baldachogronach. Działki kielicha są bezwłose, nietrwałe. Płatków jest 5, są nagie, mają żółtozieloną barwę. W kwiatach znajduje się 8 nagich pręcików, wyrastających z mięsistego dna kwiatowego. Kwiaty żeńskie rozwijają się w skrzydlate owoce.
OwoceSkładają się z dwóch skrzydlaków (ulistnionych orzeszków), są szeroko rozwarte, do około 180°, są płaskie, gładkie i bezwłose. Początkowo mają żółtozielony kolor, często z różowym odcieniem, później przebarwiają się na beżowo kiedy dojrzeją. Osadzone są na szypułkach. Mierzą do 5 cm długości i 1,5 cm szerokości.

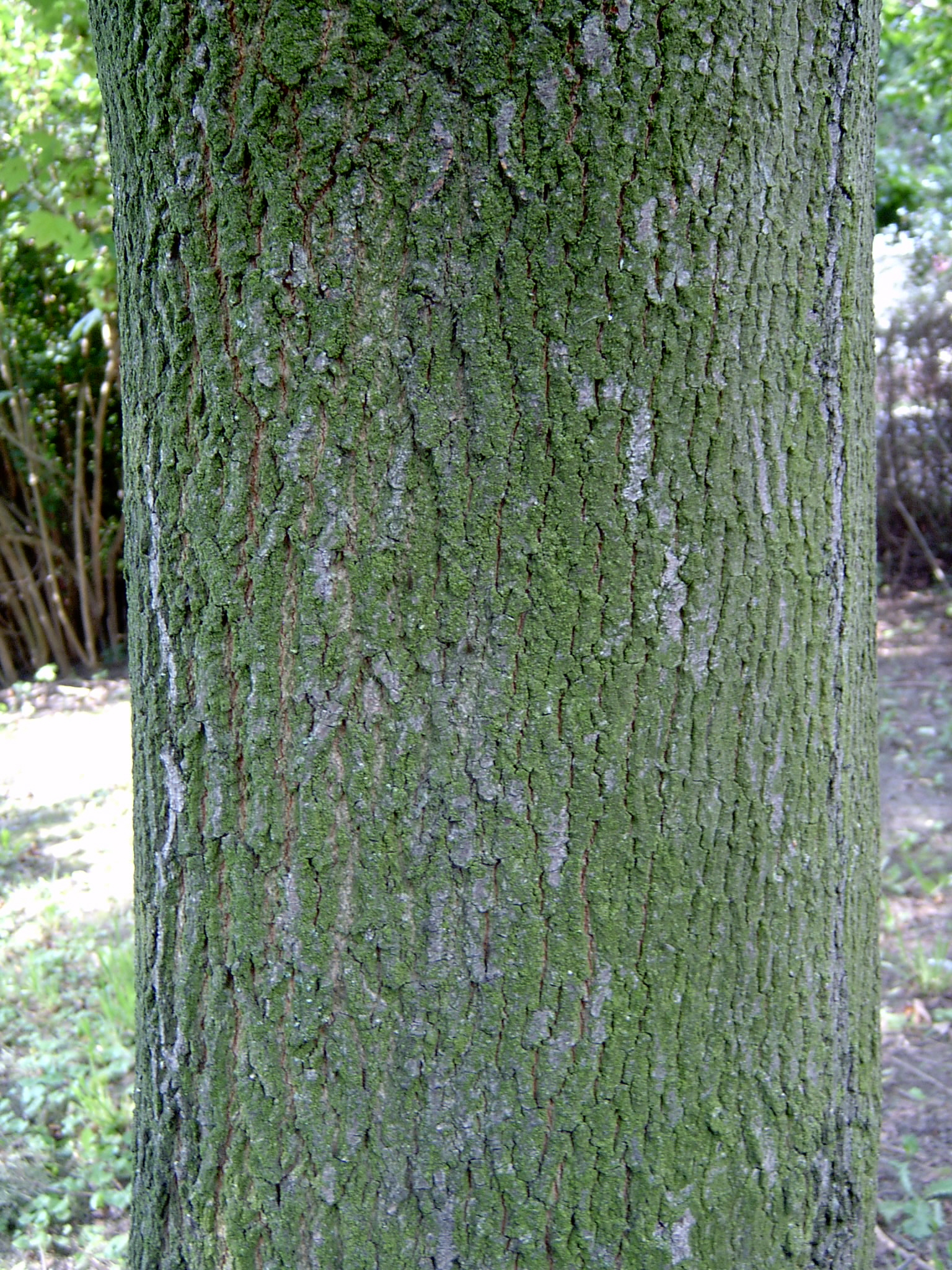
Pień
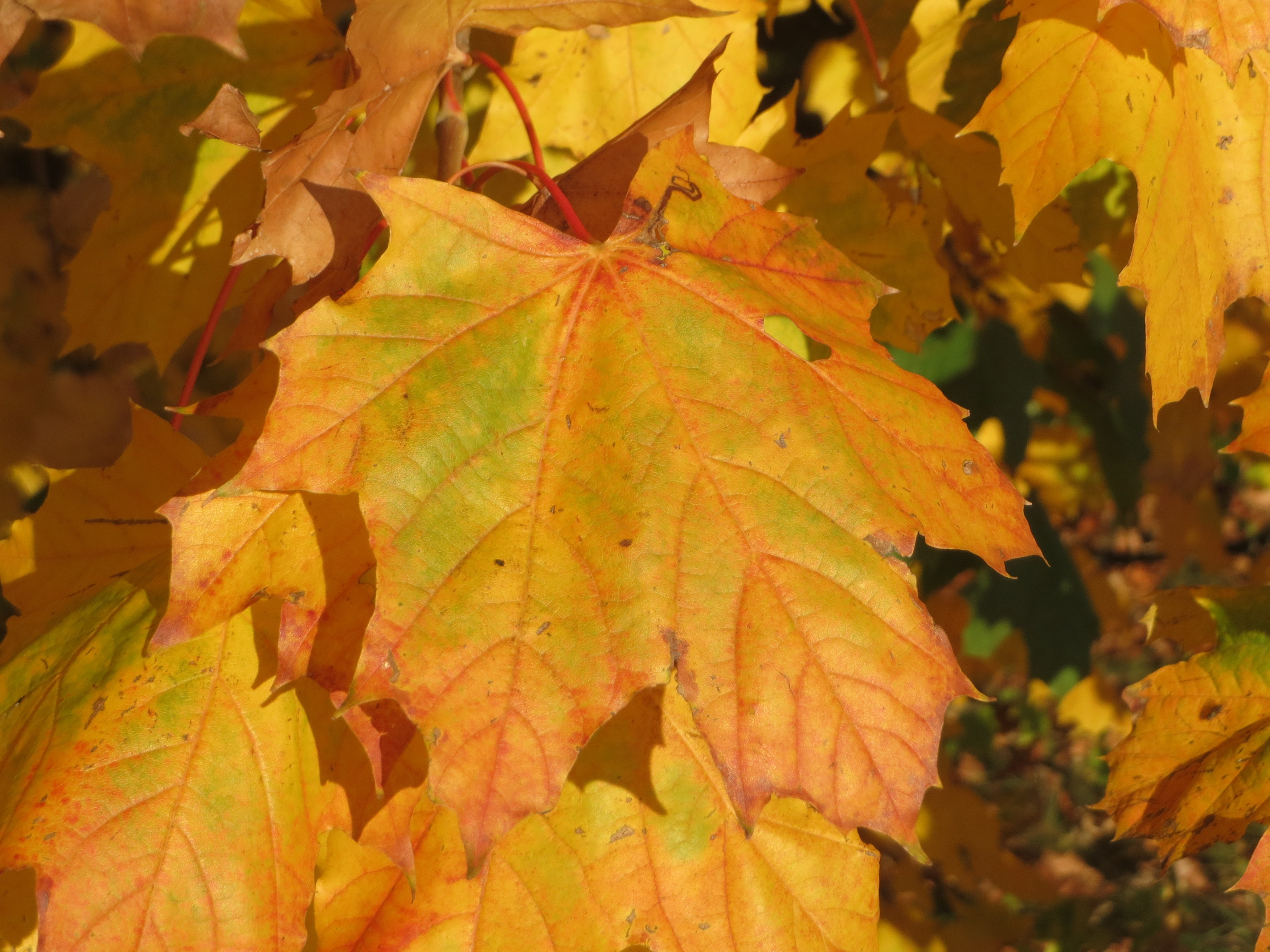
Liście w jesiennych barwach (październik)
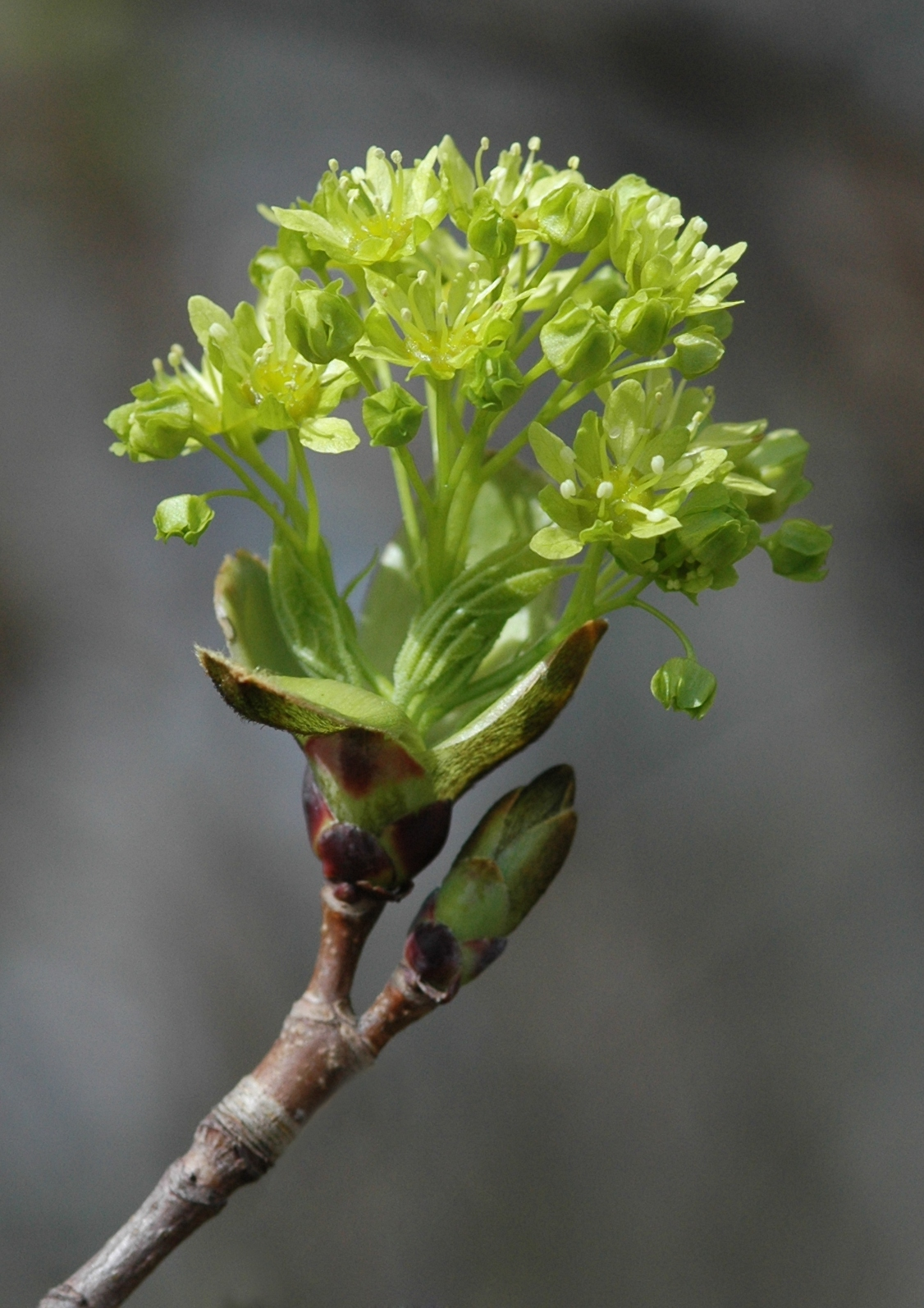
Kwiatostan
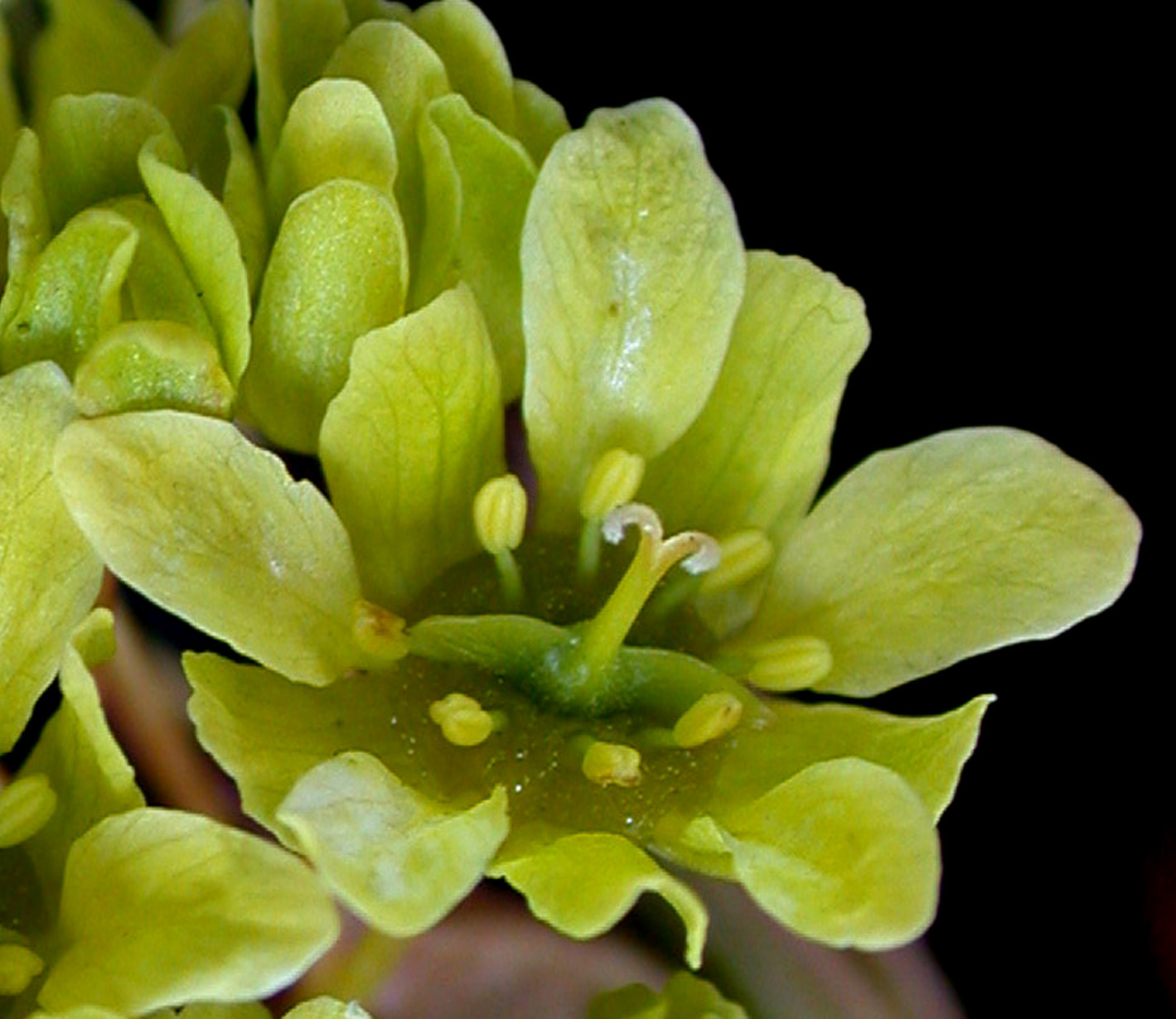
Kwiat
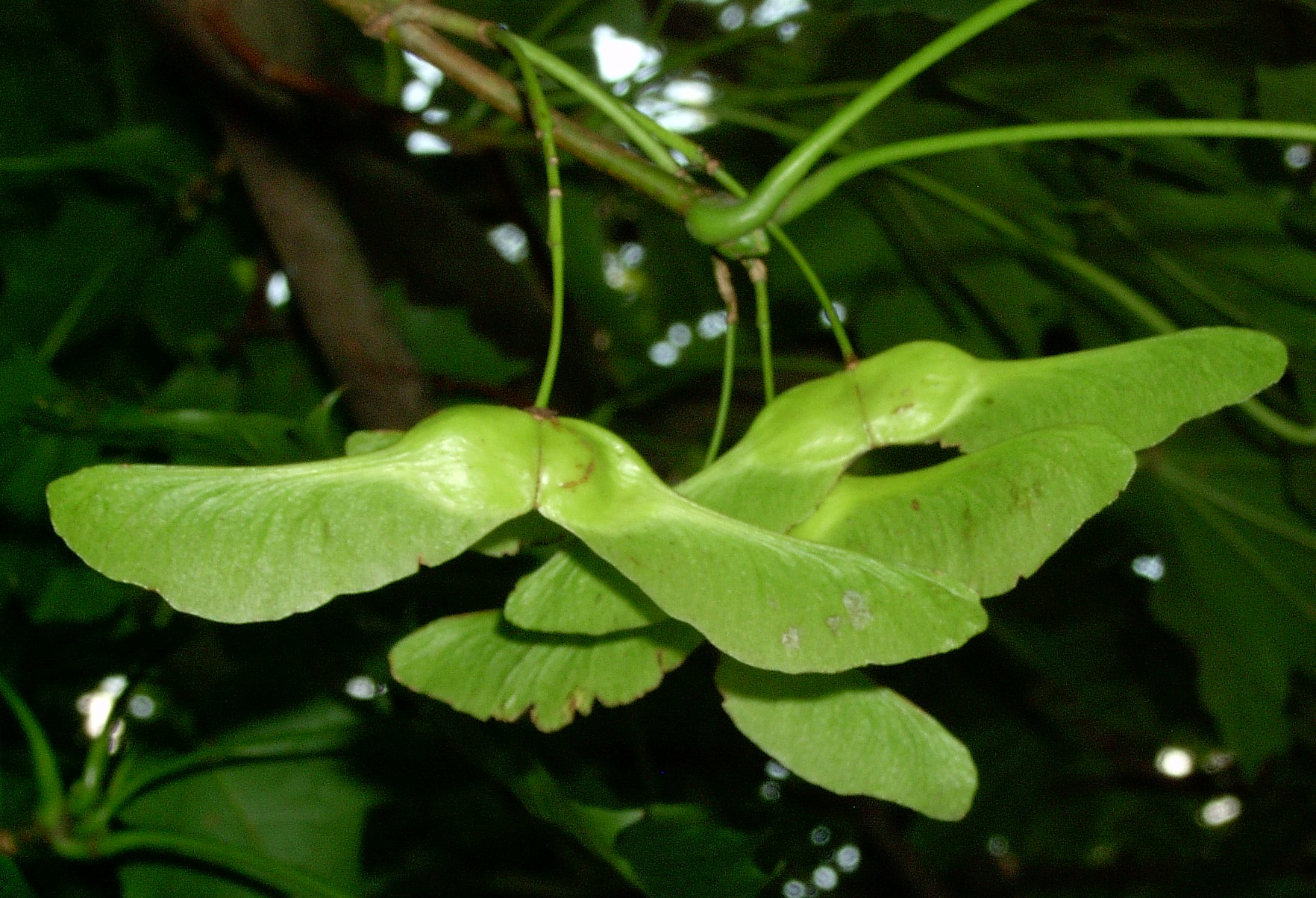
Owoce – skrzydlaki rozpostarte pod kątem około 180°

### Gatunki podobne
Roślina jest podobna do klonu jaworu (A. pseudoplatanus) oraz do klonu polnego (A. campestre). Różni się od nich kształtem liści – cienką blaszką liściową oraz bardziej szpiczastymi wierzchołkami klap (stąd jego niemiecka nazwa Spitzahorn). Różni się też indywidualnymi pąkami, które mają zieloną i czerwoną barwę oraz owocami – u jaworu skrzydlaki ustawione są pod mniejszym kątem. Klon zwyczajny spokrewniony jest też z klonem cukrowym (Acer saccharum), który zawiera sok z dużą zawartością cukru, wykorzystywany do wyrobu syropu klonowego.

## Biologia i ekologia

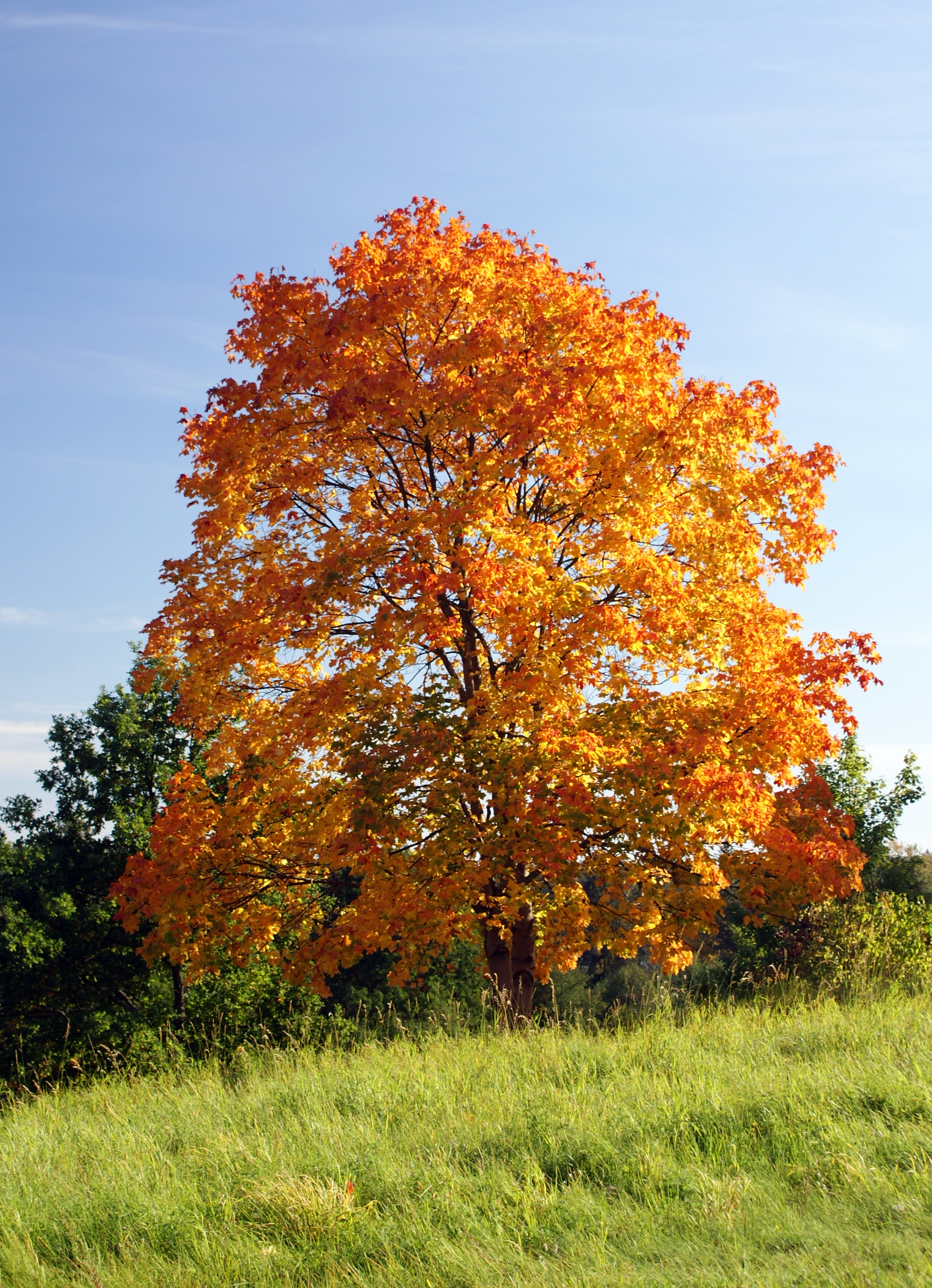
Klon zwyczajny jesienią (Polska)

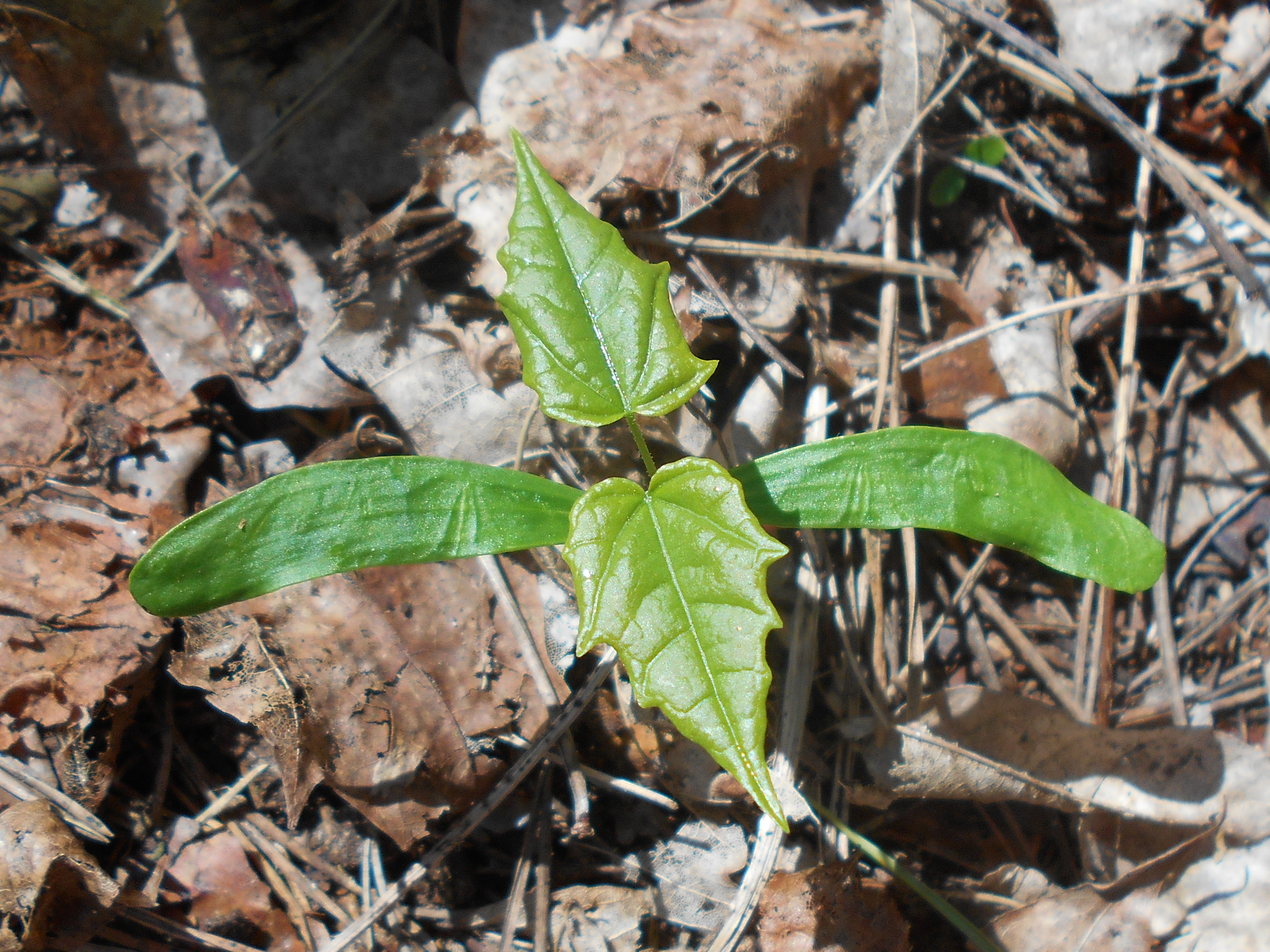
Siewka

W klasyfikacji zbiorowisk roślinnych gatunek charakterystyczny dla Cl. Querco-Fagetea i gatunek wyróżniający dla Ass. Aceri platanoidis-Tilietum. W Polsce zazwyczaj rośnie w lasach mieszanych z bukiem i lipą, natomiast we Włoszech rośnie na polach, a w Apeninach w górskich lasach z bukiem, jodłą pospolitą oraz świerkiem pospolitym. W Danii zazwyczaj rośnie w lasach liściastych, pojawił się w tym kraju w sposób naturalny około 6000 lat temu. W polskich górach występuje do 1100 m n.p.m., we Włoszech do 1300 m n.p.m., a we Francji do 1600 m n.p.m. Najstarszy opisany w Polsce okaz rośnie we wsi Kamienica w powiecie limanowskim. Dorasta on do wysokości 28,5 m, ma obwód 459 cm, a jego pierśnica wynosi 118,5 cm.
Najlepiej rośnie w pełnym nasłonecznieniu lub półcieniu. Preferuje gleby dobrze przepuszczalne, piaszczyste, ilaste, gliniaste lub wapienne, o odczynie obojętnym (od 3,7 o 8,0 w skali pH). Jednak jest gatunkiem bardzo tolerancyjnym względem podłoża. Poza tym łatwo przystosowuje się do trudnych warunków środowiskowych, z tego też względu często jest sadzony w miastach oraz przy drogach. Jest bardzo mrozoodporny – występuje od 3 do 7 strefy mrozoodporności.
Fanerofit, mezofit. Średnio dożywa około 150 lat. Jest rośliną miododajną – kwiaty są zapylane przez owady, w zamian dając im relatywnie dużo nektaru. Jego wydajność miodowa sięga 100 kg/ha, ale kwitnie zbyt wcześnie, żeby pszczoły mogły uzyskać z niego miód towarowy. Kwitnie przed rozwojem liści na przełomie kwietnia i maja, a według innych źródeł w maju. Po raz pierwszy zakwita w wieku 5 lat, inne źródła podają zaś wiek około 25 lat. Owocami zaczyna obradzać zwykle w wieku 25–40 lat. Owoce dojrzewają na początku października. Nasiona rozsiewane są przez wiatr. Kiedy nasiono klonu oderwie się od rośliny zaczyna obracać się wokół swojej osi. Skrzydło generuje siłę nośną, na zasadzie zbliżonej do wiropłatów, dzięki czemu może opaść bardzo daleko od drzewa (anemochoria). Skrzydlaki opadają jesienią, co zapewnia wysokie prawdopodobieństwo ochrony przez pokrywę śnieżną podczas zimy. Nasiona kiełkują na wiosnę po okresie zimnej stratyfikacji w temperaturze 3–4 °C przez 90–120 dni. Przewrócenie gleby wzmaga kiełkowanie. Dorosły okaz wydaje około 2 tysięcy nasion na rok, z czego średnio 76% później kiełkuje. Drzewo szybko rosnące – osiąga w wieku 5 lat wysokość około 5 m i szerokość 4 m. Po dziesięciu latach odpowiednio 10 i 8 metrów, a po 20 latach – 20 i 16 m.
Liczba chromosomów: 2n = 26.

### Drewno
Drewno klonu pospolitego jest ciemniejsze od drewna jaworu i jaśniejsze od drewna klonu polnego. Jest twarde, sprężyste, o dobrych właściwościach na zginanie i odporne na ściskanie bardziej niż drewno jaworu. Ma kremową, nieco czerwonawą barwę. Nie ma twardzieli (drewno bielaste). Rdzeń pnia jest promienisty, mało wyraźny, przyrosty często mają przebieg falisty. Drewno jest wytrzymałe, lecz mniej trwałe niż u jaworu.

## Gatunek inwazyjny w Ameryce Północnej
Klon zwyczajny został sprowadzony do Ameryki Północnej jako roślina ozdobna krajobrazu. John Bartram z Filadelfii jako pierwszy sprowadził ten gatunek z Anglii w 1756 roku i wkrótce rozpoczął jego sprzedaż. Klon zwyczajny był obsadzany w gospodarstwach rolnych oraz miastach, aby dostarczać cienia, jako że jest odporny i szybko adaptuje się do niekorzystnych warunków. Gdy holenderska choroba wiązu zaatakowała powszechnie sadzony w alejach wiąz amerykański (Ulmus americana), został on zastąpiony przez relatywnie tani klon zwyczajny. Dopiero po pewnym czasie gatunek został zgłoszony jako inwazyjny w całej północno-wschodniej części Stanów Zjednoczonych od Maine po Wisconsin i na południe po Tennessee i Wirginię, na północnym wybrzeżu Pacyfiku. Z czasem ten klon dołączył do rodzimych gatunków drzew jako składnik ekosystemów leśnych w północno-wschodnich Stanach Zjednoczonych. Zaczęto również unikać tego gatunku w nasadzeniach miejskich.
Klon zwyczajny tworzy jednogatunkowe skupiska poprzez wyparcie rodzimych drzew, krzewów i roślin zielnych w podszycie. Następnie jego gęsty baldachim tworzy cień, który zapobiega odnowieniu sadzonek rodzimych gatunków. Stwierdzono, że w lasach z jego przewagą promieniowanie czynne fotosyntetycznie (PAR) zostało zmniejszone o 95% w podszycie. Rodzime gatunki nie potrafią się dostosować do zmniejszonego poziomu światła potrzebnego podczas ich kiełkowania i rozwoju. Badania w Stanach Zjednoczonych wykazały, że gatunki rodzime lepiej rosną w zbiorowiskach pozbawionych klonu zwyczajnego. Przeżywalność roślin jest dużo większa w siedliskach pozbawionych Acer platanoides. Ponadto w badaniu z 2006 roku średni przyrost wysokości klonu czerwonego (A. rubrum) wyniósł znacznie mniej w zbiorowiskach o wysokim udziale klonu zwyczajnego, w porównaniu do wzrostu przy braku w sąsiedztwie tego gatunku inwazyjnego. Z drugiej strony klon zwyczajny rośnie w podobnym tempie niezależnie od udziału gatunków konkurencyjnych. Pojawiają się przypuszczenia, że Acer platanoides uwalnia związki chemiczne, które mają utrudniać wzrost innych roślin. Jego liście miałyby uwalniać toksyny, które zmieniają skład mikrobiologiczny gleby. Inne badania dowiodły, że klon zwyczajny jest rzadziej atakowany przez roślinożerne owady niż klon cukrowy (A. saccharum), co pozwala na uzyskanie przewagi konkurencyjnej w stosunku do tego gatunku. Wykazano również, że klon zwyczajny odnosi mniejsze obrażenia w Ameryce Północnej niż w Europie, powodowane przez fitofagi i choroby grzybicze. Ponadto udowodniono naukowo, że A. platanoides bardziej efektywnie wykorzystuje światło, wodę i składniki odżywcze (między innymi węgiel, azot i fosfor) niż A. saccharum.
W wyniku tych cech klonu zwyczajnego uważa się za gatunek inwazyjny w 20 stanach północno-wschodniej części Stanów Zjednoczonych, a także w niektórych prowincjach Kanady. Odradza się sadzenie tego gatunku, natomiast mile widziane jest usuwanie jego sadzonek, a nawet starszych okazów. Jego uprawa jest prawnie zakazana w New Hampshire i Massachusetts. Status gatunku inwazyjnego posiada między innymi w stanach Connecticut, Rhode Island oraz Nowy Jork.

## Zmienność

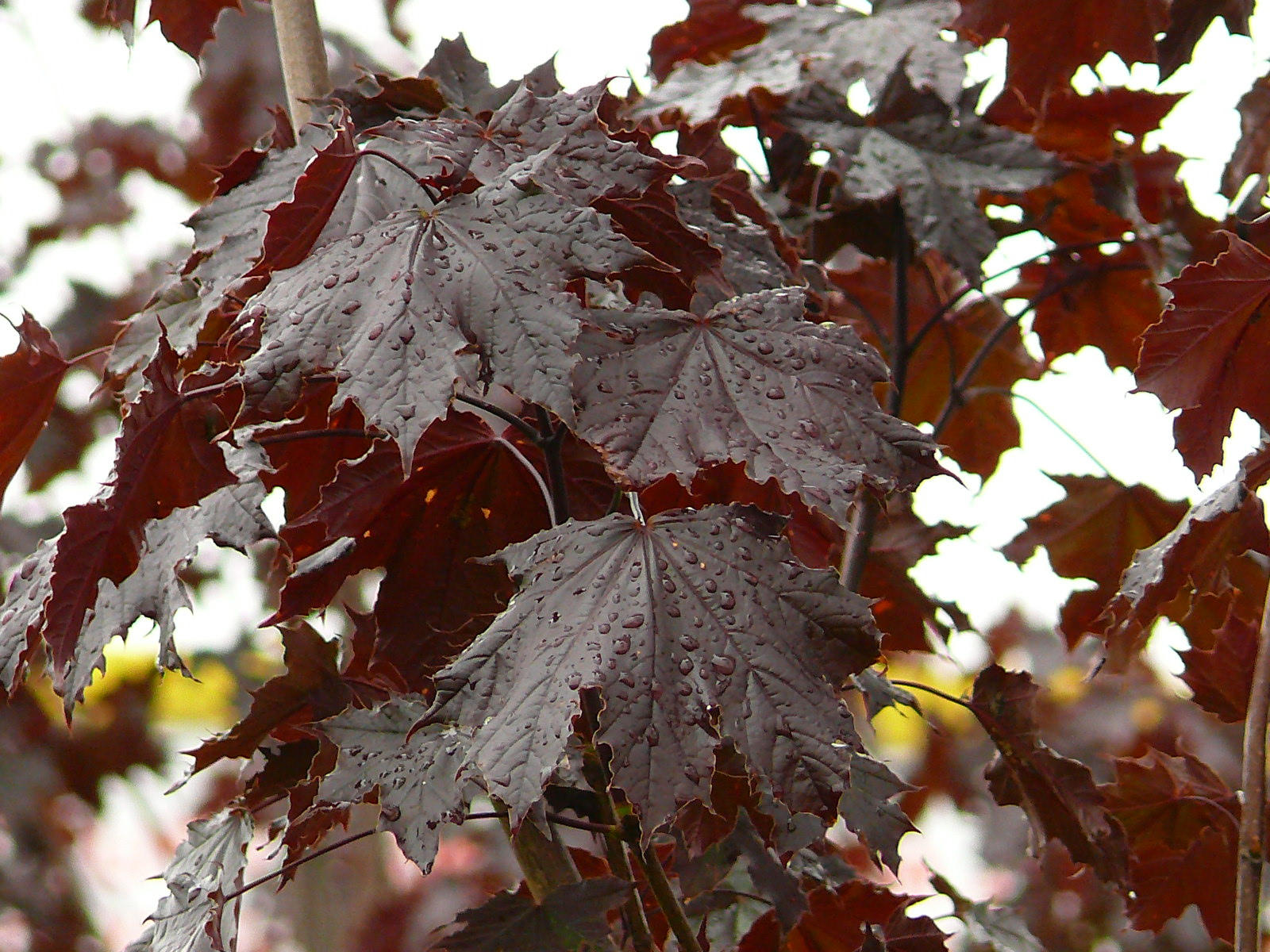
A. platanoides 'Crimson King'

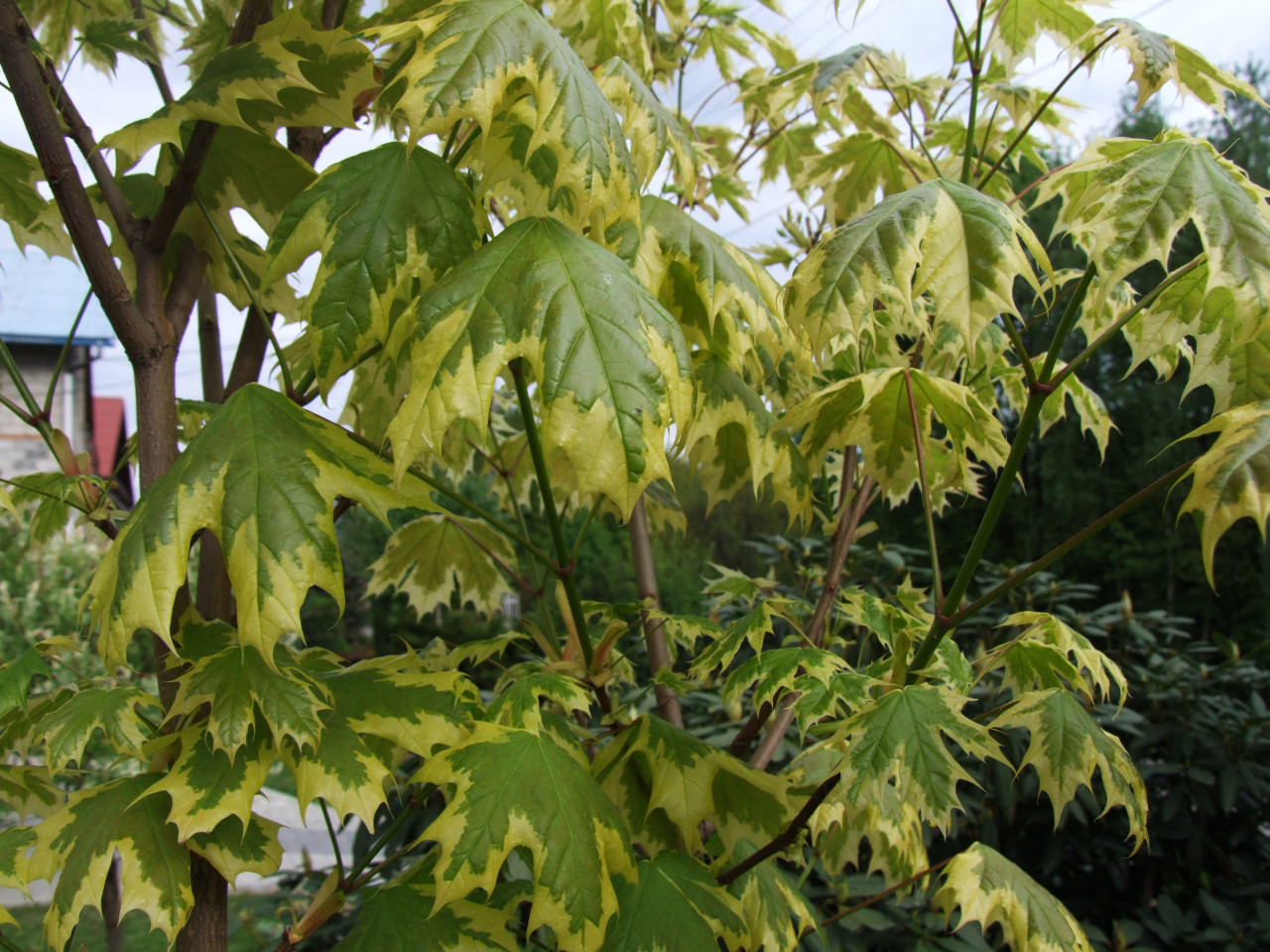
A. platanoides 'Drummondii'

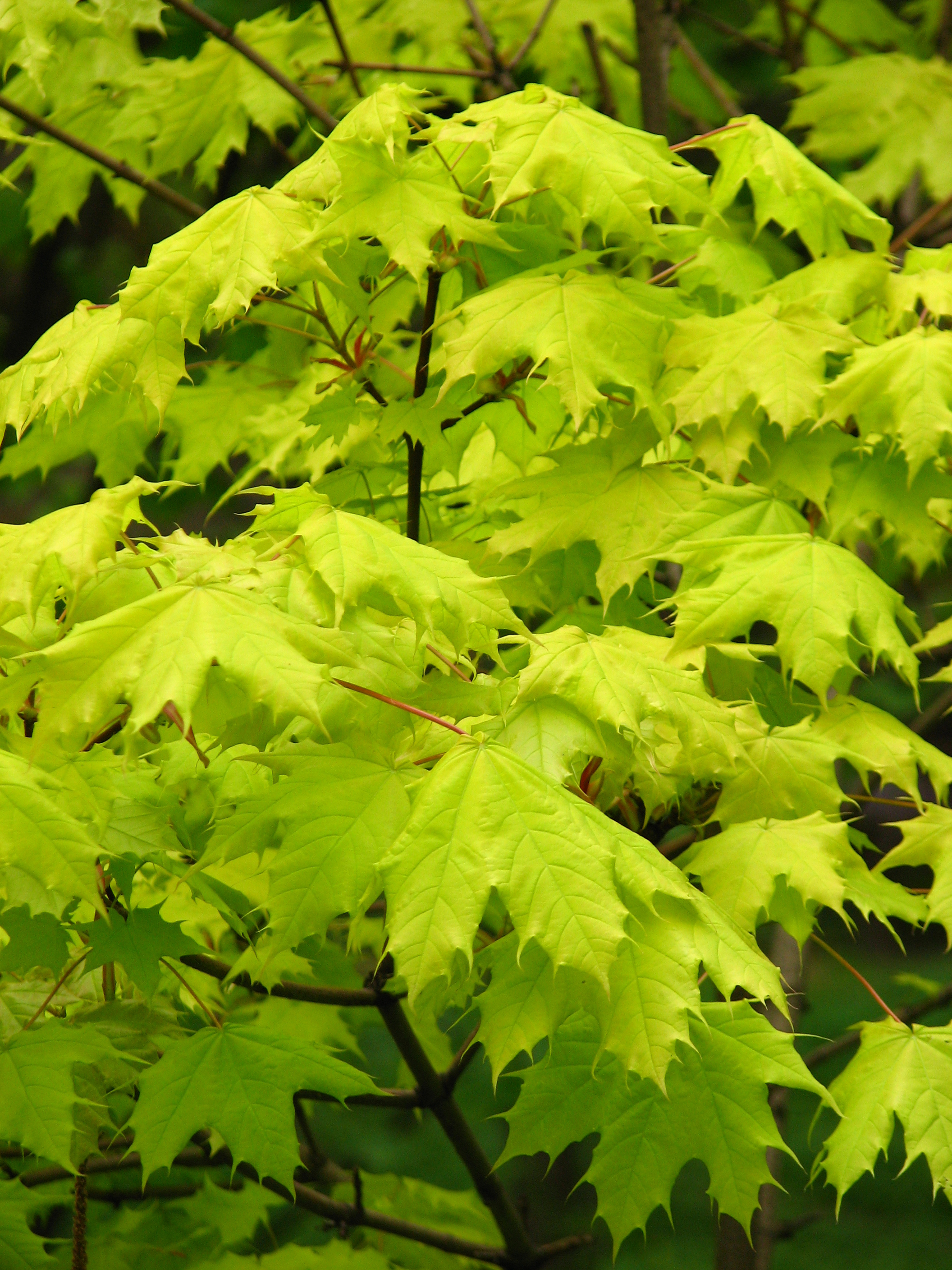
A. platanoides 'Golden Globe'

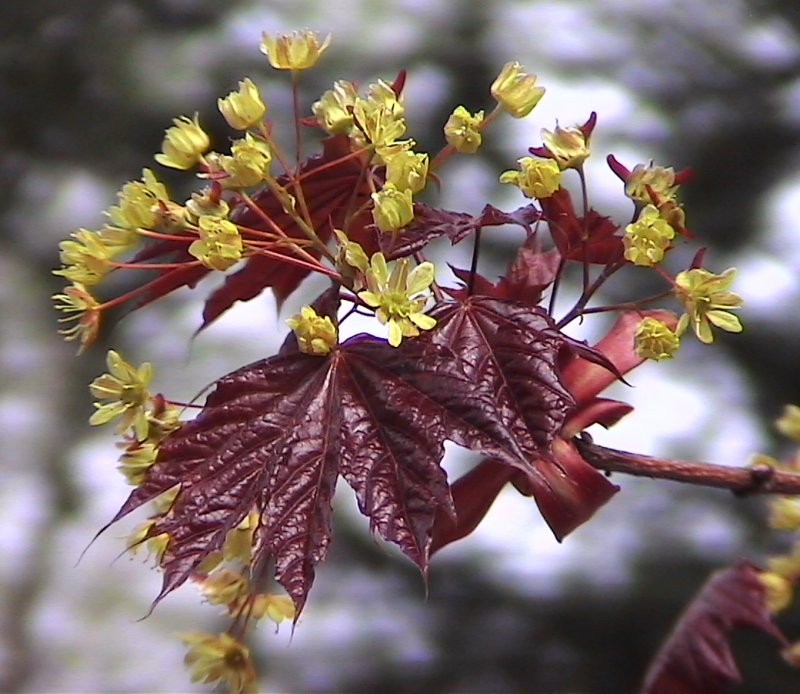
A. platanoides 'Schwedleri'

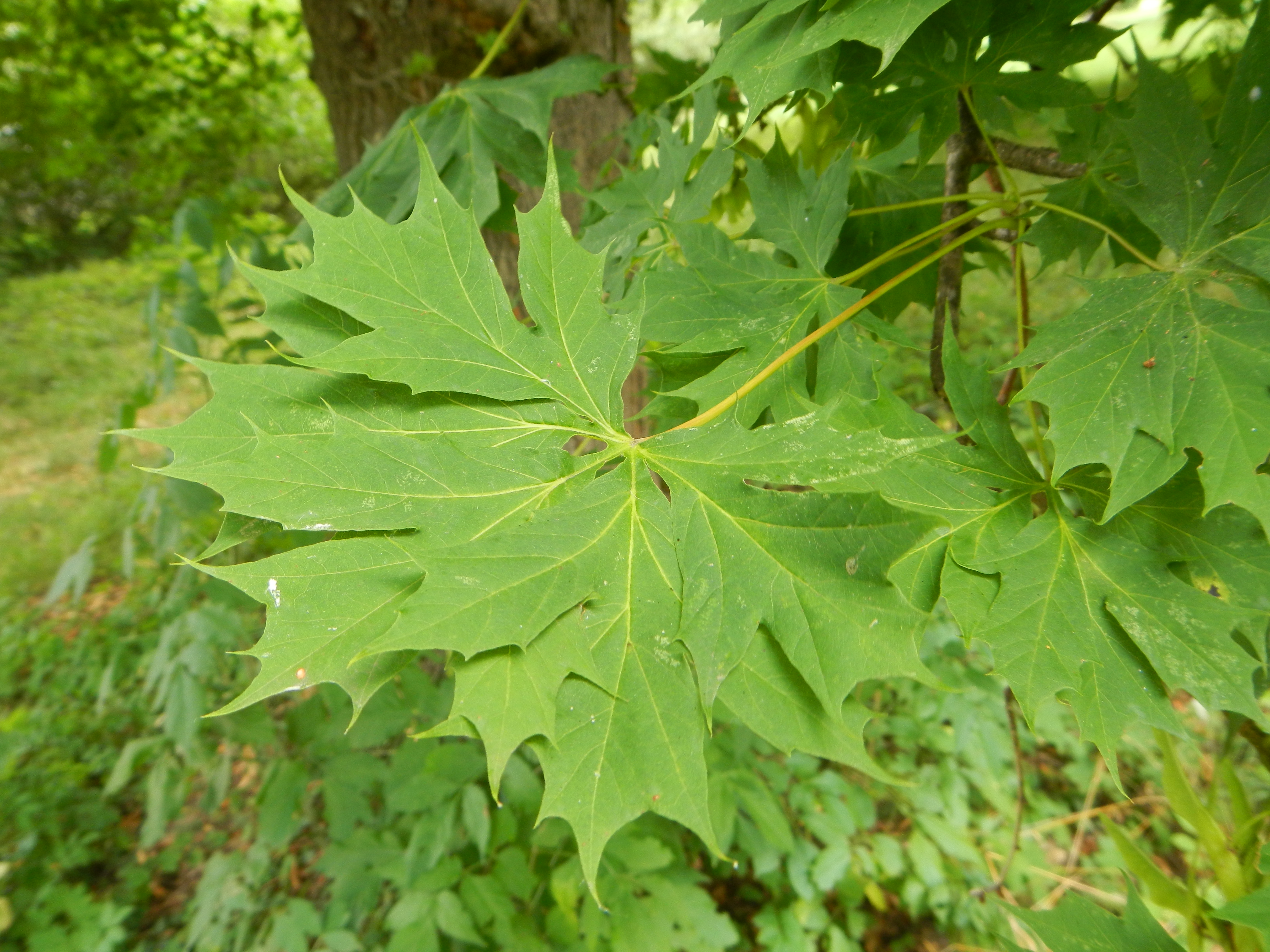
A. platanoides 'Dissectum'

W obrębie tego gatunku oprócz podgatunku nominatywnego wyróżniono jeden podgatunek:
- Acer platanoides subsp. turkestanicum (Pax) P.C.DeJong – występuje naturalnie w Kirgistanie, Tadżykistanie, Afganistanie oraz Pakistanie[37]. Jest to małe drzewo lub krzew. Kwiaty i owoce przypominają podgatunek nominatywny, jednak różni się on niego liśćmi z mniej spiczastymi wierzchołkami, czym bardziej przypomina klon kolchidzki (Acer cappadocicum). Różni się także spodnią powierzchnią liście, która jest matowa, a nie błyszcząca[38]

Znany jest mieszaniec między klonem zwyczajnym i klonem Lobela (A. lobelii): Acer × dieckii.
Ponadto w uprawie są liczne kultywary:
- A. platanoides ‘Almira’ – o okrągłej koronie, dojrzałe drzewo osiąga 6 m wysokości[39]
- A. platanoides ‘Cleveland’ – dorasta do 12–15 m wysokości i około 9 m szerokości. Korona jest pionowa i ma owalny kształt. Kwiaty mają zielonkawożółtą barwę i rozwijają się na wiosnę. System korzeniowy jest płytki[39]
- A. platanoides ‘Charles Joly’ – liście są głęboko wcięte, mają ciemnoczerwoną barwę przy wierzchołkach[40]
- A. platanoides ‘Columnare’ – o wąskim, kolumnowym pokroju[12], dorasta do około 10 m wysokości[39]
- A. platanoides ‘Crimson King’ – średniej wielkości drzewo. Liście są duże, 5-klapowane[41], mają purpurową barwę przez całe lato[12]. Kwiaty mają czerwono-pomarańczową barwę, rozwijają się na bezlistnych gałęziach[41]
- A. platanoides ‘Crimson Sentry’ – o gęstym, zwartym i wyprostowanym pokroju, dorasta do 8 m wysokości i 4,5 m szerokości. Młode liście mają jasnoszkarłatną barwę, później są ciemnobordowe[42]
- A. platanoides ‘Deborah’ – młode liście mają ciemnoczerwoną barwę[39]
- A. platanoides ‘Dissectum’ – liście są głęboko wcięte, mają ciemnozieloną barwę przez cały sezon[43]
- A. platanoides ‘Drummondii’ – o regularnym pokroju. Dorasta do 12 m wysokości i 7 m szerokości. Młode liście mają różową barwę, później stają się zielone z kremowymi brzegami[44]
- A. platanoides ‘Emerald Queen’ – korona jest owalna, dorasta do 18 m wysokości. Charakteryzuje się szybkim tempem wzrostu[39]
- A. platanoides ‘Faassen’s Black’ – liście mają czerwoną barwę[45], z 5–7 spiczastymi klapkami, mierzą do 18 cm długości, ogonek liściowy jest długi. Kwiaty mają żółtą barwę, rozwijają się w kwietniu[46]
- A. platanoides ‘Frisine’ – duże, szybko rosnące drzewo. Liście są żółte na brzegach, głęboko klapowane[47]
- A. platanoides ‘Globosum’ – wolno rosnący kultywar o regularnej, gęstej i kulistej koronie. Po 10 latach osiąga wysokość 5 m. Liście jesienią przebarwiają się na żółto-pomarańczowy kolor. Kwiaty rozwijają się wczesną wiosną, mają cytrynową barwę. W stanie naturalnym przyjmuje pokrój krzewu, ale w handlu dostępny jest w formie szczepionej na pniu[48]
- A. platanoides ‘Globosum Purpurea’ – liście są duże, mają fioletową barwę przez cały sezon. Dorasta do 4,5–12 m wysokości[49]
- A. platanoides ‘Golden Globe’ – pokrój jest karłowaty. Młode liście są różowe, latem przybierają zielony i żółty kolor, aby jesienią przebarwiać się na złoto. Najlepiej rośnie na dobrze odsączonych glebach[50]
- A. platanoides ‘Greenlace’ – liście są wcięte[39], mają zieloną barwę[51]. Kwiaty pojawiają się wiosną, są zielone[51]. Charakteryzuje się szybkim tempem wzrostu[39]
- A. platanoides ‘Gurba’ – kultywar otrzymany w Polsce. Korona jest gęsta i pionowa, dorasta do 2–3 m wysokości. Młode liście są żółtozielone, latem przybierają zielony kolor, jesienią przebarwiając się na czerwono[52]
- A. platanoides ‘Laciniatum’ – o zwartym pokroju. Kora jest ciemnoszara i popękana. Liście są głęboko wcięte, mają 3 lub 5 zakręconych klapek, jesienią przebarwiają się na pomarańczowożółto, po przerwaniu wydzielają mleczny sok. Skupione kwiaty mają żółtozieloną barwę[53]
- A. platanoides ‘Maculatum’ – dorasta do 14 m wysokości i 15 m szerokości, o zaokrąglonej koronie. Kwiaty pojawiają się wiosną i mają zieloną barwę. Charakteryzuje się szybkim tempem wzrostu[54]
- A. platanoides ‘Novush’ – kultywar otrzymany w Niemczech dopiero w roku 1999. Karłowaty krzew osadzony na krótkim pniu i o gęstej koronie. Liście są głęboko klapowane, mierzą 6–9 cm długości, mają barwę od zielonej do ciemnozielonej. Charakteryzuje się wolnym tempem wzrostu, może rosnąć nawet na ubogim podłożu, preferuje stanowiska w pełnym nasłonecznieniu, jest całkowicie mrozoodporny[55]
- A. platanoides ‘Olmstead’ – podobny do A. platanoides ‘Columnare’[56]. Pokrój jest wyprostowany[39], ścisły, ma owalny kształt[56], dorasta do 14 m wysokości[39]. Liście mają zielony kolor, jesienią przebarwiając się na jaskrawo żółto. Jest odporny na miejskie zanieczyszczenia[56]
- A. platanoides ‘Paldiski’ – dorasta do 10–15 m wysokości. Liście są duże, mierzą do 25 cm długości, są głęboko wcięte, klapy są delikatnie zawinięte, mają ciemnozielony kolor, jesienią przebarwiając się na żółtopomarańczowo. Kwiaty mają żółtą barwę i pojawiają się w marcu[57]
- A. platanoides ‘Palmatifidum’ – małe drzewo o szeroko rozpostartej koronie. Liście są głęboko wcięte, jesienią mają pomarańczową lub czerwoną barwę. Jest odporny na wiatr i mróz[58]
- A. platanoides ‘Princeton Gold’ – dorasta do 14 m wysokości i 12 m szerokości. Liście mają złotożółtą barwę przez cały sezon[59]
- A. platanoides ‘Pyramidale Nanum’ – o kolumnowym pokroju. Po 10 latach osiąga 5 m wysokości. Liście mają zieloną barwę. Kwitnie w kwietniu. Jest całkowicie mrozoodporny[60]
- A. platanoides ‘Reitenbachii’ – średniej wielkości drzewo, dorasta do 15 m wysokości i 9 m szerokości, jest gęsto rozgałęzione, o wyprostowanym, zaokrąglonym pokroju. Liście mają kolor od ciemnozielonego do ciemnopurpurego, jesienią przebarwiając się na czerwonawo[61]
- A. platanoides ‘Royal Red’ – dorasta do 10–12 m wysokości, o szerokiej, stożkowej koronie. Liście są duże, klapowane, mają ciemnopurpurowy kolor, jesienią przebarwiając się na jasnoczerwono. Kwiaty są zebrane w skupione kwiatostany, mają cytrynowożółtą barwę, pojawiają się wczesną wiosną przed liśćmi. Charakteryzuje się szybkim tempem wzrostu. Jest mniejszy i wytrzymalszy niż podobny kultywar ‘Crimson King’[62]
- A. platanoides ‘Schwedleri’ – pokrój jest owalny, dorasta do 14 m wysokości[39]. Młode liście są burgundowe, później przybierając ciemnozielony kolor i żółknąc jesienią. Kwiaty są zebrane w baldachogrona, mają cytrynowożółtą barwę, rozwijają się wczesną wiosną przed liśćmi[63]
- A. platanoides ‘Summershade’ – korona jest owalna. Charakteryzuje się relatywnie szybkim tempem wzrostu[39]. Dorasta do 18–24 m wysokości i 15–20 m szerokości. Ma gęste ulistnienie, liście są bardziej skórzaste i pozostają jesienią na drzewie dłużej niż w innych kultywarów. Kwiaty mają zielonkawożółtą barwę, pojawiają się wczesną wiosną. Jest tolerancyjny – może rosnąć na ubogich glebach oraz w trudnych warunkach środowiskowych[64]
- A. platanoides ‘Superform’ – pokrój jest okrągły[39], dorasta do 12–15 m wysokości i 9–15 m szerokości. Kwiaty mają żółtą barwę, rozwijają się od marca do kwietnia[65]. Wykazuje dużą odporność na mróz[39]
- A. platanoides ‘Tharandt’ – kultywar otrzymany w Niemczech. Dorasta do 15 m wysokości i 15 m szerokości. Liście mają prawie okrągły kształt, blaszka liściowa jest lekko falista na brzegu[66]
- A. platanoides ‘Walderseei’ – małe drzewo o szerokiej, prostej koronie. Młode liście są białokremowe, latem przybierają jasnozielona barwę. Najlepiej rośnie w pełnym nasłonecznieniu lub półcieniu. Preferuje dobrze przepuszczalne gleby. Wytrzymuje mrozy do –40 °C[67]

## Nazewnictwo
Nazwa naukowa ustalona została przez Karola Linneusza w dziele Species Plantarum z 1753 roku. Epitet gatunkowy „platanoides” pochodzi z łaciny i oznacza „pokrewny z platanem, zbliżony do platanu”, od łacińskich słów „platanus” (platan) oraz przyrostka „-ides” (przyrostka oznaczającego zbliżenie, pokrewieństwo). Podobieństwo do platana odnosi się do zbliżonego kształtu liści.
Nazwa polska – klon – odnosiła się do XVIII wieku tylko do tego gatunku (drugi wyróżniany wówczas gatunek z rodzaju określany był mianem „jawora”). Dopiero w XIX wieku określenie „klon” przeniesiono na cały rodzaj Acer, a gatunek zaczęto określać mianem dwuczłonowym. Nazwa „klon” rejestrowana jest od XV wieku. Ma charakter ogólnosłowiański i wykazuje podobieństwa do średnio-dolno-niemieckiego löne, staroislandzkiego hlyn-r i litewskiego klevas. Uznaje się, że nazwa stanowić może pozostałość po pierwotnym substracie. Od słowa tego pochodzi z kolei pochodne, używane dawniej gwarowo określenie – „klonina” oznaczające lasek klonowy i drewno klonowe.
Lokalnie nazwa drzewa ulegała modyfikacjom i tak w południowej Małopolsce w wyniku udźwięcznienia drzewo nazywano „glonem”. Lokalnie upraszczano też początkową grupę spółgłosek i stosowano nazwę „lijon”.

## Zastosowanie

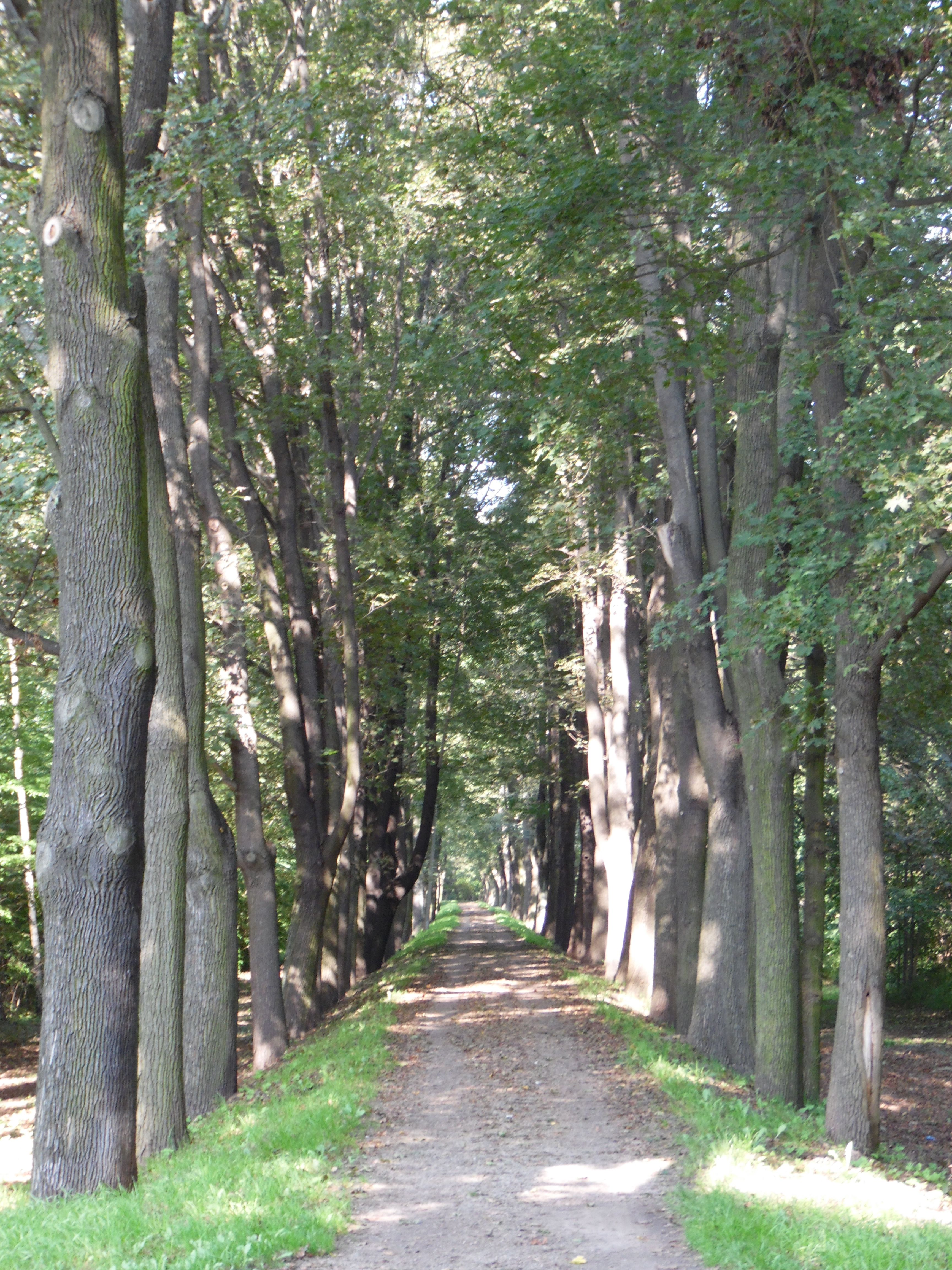
Aleja z klonami zwyczajnymi w Chociebużu (Niemcy)

Drewno jest stosowane między innymi do produkcji mebli oraz w tokarstwie. Ma lepsze właściwości mechaniczne w stosunku do jaworu, przez co jest częściej stosowane w konstrukcjach. Ponadto używa się go na okleiny skrawane (rzadziej łuszczone), fryzy, półfabrykaty, instrumenty muzyczne (mechanizmy pianin i fortepianów, boki i dna instrumentów muzycznych), w przemyśle samochodowym, budowie wagonów, na deszczułki posadzkowe, części maszyn, wyroby kołodziejskie, narzędzia, rękojeści, drobny sprzęt kuchenny, prawidła obuwnicze, obcasy, galanterię drewnianą, oprawy szczotek, ramiączka, zabawki, futerały i części sprzętu laboratoryjnego oraz wyroby snycerskie. Drewno klonu zwyczajnego służyło między innymi Stradivariusowi do produkcji skrzypiec.
Drzewa sadzone są również powszechnie w miastach jako rośliny ozdobne, dzięki tolerancji na cień i zanieczyszczenia środowiska. Cenione są jako drzewa cieniodajne i osłonowe. Zalecane są do stosowania w rozległych ogrodach, w parkach, w alejach (zalecany odstęp między drzewami to 12 m).
W dawnych czasach liście i gałęzie były używane do produkcji brązowego barwnika.

## Uprawa
Gatunek rozmnażany jest z nasion. Jedynie odmiany ozdobne mnożone są wegetatywnie przez szczepienie. Do sadzenia stosuje się sadzonki z nagim korzeniem lub w pojemnikach. Zaleca się sadzenie roślin 3-metrowej wysokości, choć dobrze przyjmują się też okazy od 1 do 6 m wysokości.

## Choroby i szkodniki
Rośliny mogą być atakowane przez choroby grzybicze, między innymi przez grzyby z rodzaju Verticillium oraz zgorzele. Niektóre gąsienice żerują na liściach tego gatunku. Nasiona bywają spożywane przez ptaki i małe ssaki. Z kolei wiewiórki szare nagryzają i pozbawiają drzewa kory. Gatunek atakowany jest m.in. przez szrotówka kasztanowcowiaczka oraz czerwce Pulvinaria regalis. Roztocza z rodziny szpecielowatych stymulują tworzenie się galasów na liściach. Narośla są małe, ale mogą być tak liczne, że spowodują zwijanie się poszczególnych liści. Gatunek choruje na smołowatą plamistość klonu wywołaną przez grzyba łuszczeńca klonowego (Rhytisma acerinum), zwanego też czerniakiem klonowym.

## Obecność w kulturze
Klon pospolity od dawna ma przypisywane boskie znaczenie. Kiedyś uważano, że to drzewo opiekowało się żywymi, ale przede wszystkim też zmarłymi. Dawniej z tego gatunku wytwarzano deskę, na której układano zmarłego do czasu pogrzebu. Wierzono, że miała ona magiczną moc i odpędzała diabła. Deska ta nie mogła być malowana. Po pogrzebie drewno tego klonu układano na rozstajnych drogach po to, aby duch zmarłego miał spokojną wędrówkę do życia w niebie. Uważano także, że pukanie w deskę wzmocni jeszcze jej magiczne działanie. Do dziś przetrwały stare powiedzenia, takie jak „odpukać w niemalowane” czy „do grobowej deski”, które wywodzą się z wiary w cudowne właściwości drewna tego gatunku.